# Stora Svartevattnet (Ljungs socken, Bohuslän)
Stora Svartevattnet är en sjö i Uddevalla kommun i Bohuslän och ingår i Göta älv-Bäveåns kustområde.